# Herbert Ellis
Herbert Edward Oscar Ellis (ur. 15 lipca 1893 w Hoxton, zm. ?) – angielski as myśliwski okresu I wojny światowej. Wygrał siedem pojedynków powietrznych.

## Życiorys
Herbert Edward Oscar Ellis służył w Royal Engineers. W 1916 roku został przeniesiony do RFC i przydzielony do eskadry myśliwskiej No. 40 Squadron RAF, w której służył do 6 maja 1917 roku.
W jednostce tej swoje pierwsze zwycięstwo powietrzne odniósł 13 kwietnia 1917 roku nad niemieckim samolotem Albatros C. Według jego raportu, 4 maja 1917 roku, po zestrzeleniu dwóch niemieckich samolotów Albatros D.III nad lotniskiem w Douai, rozpoczął walkę z trzecim Albatrosem. W jej trakcie w karabinie maszynowym pilotowanego przez Ellisa samolotu Nieuport skończyła się amunicja. Ellis oddał do przeciwnika 7 strzałów ze swojego rewolweru zestrzeliwując trzeciego Albatrosa D.III z niemieckiej eskadry myśliwskiej Jasta 33.
Dwa dni później 6 maja 1917 roku Herbert Ellis został ciężko ranny i musiał zakończyć karierę pilota myśliwskiego. 
19 sierpnia 1916 został odznaczony krzyżem Military Cross. 